# 笹笛お紋
『笹笛お紋』(ささぶえおもん)は、1969年7月26日に大映により公開された、田中徳三監督、主演安田道代の股旅時代劇映画。
軽業師の一座の一人であった・お紋は、やくざの首領を殺し、その手下たちから身を追われ旅を続けている。そのお紋が、笹の葉で続々と悪人を倒す活躍を描いた作品。

## スタッフ
- 監督：田中徳三
- 原作：棚下照生
- 脚色：吉田哲郎
- 企画：久保寺生郎
- 撮影：牧浦地志
- 音楽：渡辺宙明
- 美術：内藤昭
- 編集：山田弘
- 録音：奥村雅弘
- 照明：山下礼二郎
- ナレーション : 小林昭二

## 配役
- 安田道代 : 笹笛お紋
- 内田良平 : 黒坂専十郎
- 川崎あかね : お小夜
- 富士真奈美 : おえん
- 北龍二 : 儀十
- 伊達岳志[1] : 蝶吉[2]
- 守田学 : 勘八
- 木村元 : 辰吉
- 山本一郎 : 弁次
- 杉山昌三九 : 金兵衛
- 橋本力 : 三次
- 黒木現 : 五助
- 堀北幸夫 : 又七
- 織田利枝子 : お千代
- 矢代洋子 : およし
- 小柳圭子 : お茂
- 沖時男 : 藤作
- 新関順司郎 : 平太
- 三藤頼枝 : お米
- 須賀不二男 : 権造
- 五味龍太郎 : 次郎吉
- 伴勇太郎 : 半助
- 内田朝雄 : 庄吉

## 併映作品
- 『ある女子高校医の記録 続・妊娠』